# Le Sillage de la violence
Pour les articles homonymes, voir Sillage.
Pour plus de détails, voir Fiche technique et Distribution.
Le Sillage de la violence (titre original : Baby the Rain Must Fall) est un film américain réalisé par Robert Mulligan, sorti en 1965.

## Synopsis
Georgette Thomas (Lee Remick) accompagnée de sa fillette, quitte son emploi dans un drive-in pour se rendre à Columbus (Texas). Elle y retrouve son époux, Henry (Steve McQueen), récemment libéré sur parole du pénitencier local, qu'elle n'a plus vu depuis des années. Malgré sa réputation de mauvais garçon bagarreur, Henry est désireux de s'amender et de se construire une paisible vie de famille. II loue une maison pour sa famille et gagne sa vie comme chanteur. Son rêve est d'écrire des chansons et d'aller les vendre à Hollywood. Mais sa mère adoptive, vieille bigote qui l'a recueilli orphelin et l'a élevé à coups de ceinturon, le considère comme un bon à rien. Le jour de sa mort, Henry, qui la rend responsable d'avoir gâché sa vie, profane sa sépulture avant d'être arrêté par le shérif. Profitant des adieux à sa fille pour s'évader, Henry est poursuivi et arrêté. Alors qu'il regagne la prison sous bonne escorte, il croise, sans la voir, la voiture dans laquelle Georgette et sa fille quittent définitivement la ville.

## Fiche technique
- Titre français : Le Sillage de la violence
- Titre original : Baby the Rain Must Fall
- Réalisation : Robert Mulligan
- Scénario : Horton Foote
- Photographie : Ernest Laszlo
- Montage : Aaron Stell
- Musique : Elmer Bernstein
- Producteur : Alan J. Pakula
- Sociétés de production : Park Place Production, Solar Productions
- Société de distribution : Columbia Pictures
- Pays d'origine :  États-Unis
- Langue originale : anglais
- Format : noir et blanc — 35 mm — 1,66:1 — son mono  (Westrex Recording System)
- Genre : film dramatique
- Durée : 93 minutes (1h33)
- Dates de sortie : 
  - États-Unis : janvier 1965
  - France : 21 juin 1965[1]
- Affiche : Raymond Elseviers (titre : La Rage au corps, Belgique)

## Distribution
- Steve McQueen (VF : Marc Cassot) : Henry Thomas
- Lee Remick (VF : Perrette Pradier) : Georgette Thomas
- Don Murray : le shérif Slim
- Paul Fix : le juge Ewing
- Ruth White : Mlle Clara, la mère adoptive d'Henry
- Josephine Hutchinson : Mme Ewing
- Charles Watts : M. Tillman
- Carol Veazie : Mme Tillman
- Estelle Hemsley : Catherine, la bonne de Mlle Clara
- Kimberly Block : Margaret-Rose, la fille de Henry et Georgette
- Georgia Simmons : Mlle Kate Dawson

## Sortie vidéo
Le Sillage de la violence sort en DVD et Blu-ray le 7 juillet 2020 édité par Rimini Editions, avec en complément un entretien avec Nachiketas Wignesan (25').